# 박영교
박영교(朴泳敎, 1849년 ~ 1884년 12월 7일(1884년 음력 10월 20일)은 조선 후기 혁신파 정객으로 자는 자명(子明), 본관은 반남, 시호는 충목이다. 박원양의 아들이자, 박영효의 형이다. 관직은 통정대부 승정원도승지에 이르렀다. 박규수, 유대치의 문인이다.
일찍부터 먼 친척이자 개화사상가인 재동 박규수의 문하에 출입하며 수학했고 이어 유대치의 문하에도 출입했다. 이어 동생인 박영효 역시 박규수와 유대치의 문하에 출입하게 하여 수학케 했다. 1881년 정시문과에 급제하여 1884년 동생 박영효, 김옥균, 홍영식 등과 모의하여 갑신정변을 일으키는데 가담, 승정원도승지가 되었으나 3일만에 왕비 민씨의 청나라 군대 요청으로 거사가 좌절되자 북관동묘까지 고종을 끝까지 호위하다가 청나라 군사들에게 홍영식과 함께 살해당했다. 사후 규장각제학에 추증되었다.

## 가족 관계
- 증조부 : 박해수(朴海壽, 1763년 - 1821년)
- 증조모 : ?
- 조부 : 박제당(朴齊堂, 1784년 - 1858년)
- 조모(정실) : 연안 이씨(延安李氏, 1783년 - 1818년, 이집성의 딸)
- 조모(계실) : 칠원 윤씨(漆原尹氏, 1795년 - ?, 윤현국의 딸)
  - 아버지 : 박원양(朴元陽, 1804년 - 1884년)
  - 어머니(정실) : 진천 송씨(鎭川宋氏, 1803년 - 1822년, 송성휴의 딸)
  - 어머니(계실) : 전주 이씨(全州李氏, 1802년 - ?, 이달태의 딸)
  - 어머니(생모) : 전의 이씨(全義李氏, 1817년 - 1884년, 이윤행의 딸)
    - 동생 : 박영호(朴泳好, 1852년 - 1897년)
    - 동생 : 박영효(朴泳孝, 1861년 - 1939년)
- 부인 : 덕수 이씨(德水李氏, 1849년 - 1914년, 이민도의 딸)
  - 장남 : 박태서(朴泰緖, 1875년 - 1940년)
    - 손자 : 박찬옥(朴贊玉)
    - 손자 : 박찬경(朴贊慶)
    - 손자 : 박찬성(朴贊聖)
    - 손자 : 박찬혁(朴贊赫)
    - 손자 : 박찬준(朴贊俊)

  - 장녀 : 반남 박씨
  - 차녀 : 반남 박씨

## 같이 보기
| - 박영효 - 갑신정변 - 박규수 - 유대치 - 오경석 - 박정양 - 서재필 - 영혜옹주 - 이동인 | - 윤치호 - 김옥균 - 홍영식 - 이승만 - 서광범 - 안경수 - 유길준 - 윤웅렬 |